# 唐櫃越
唐櫃越（からとごえ）とは、京都府京都市西京区山田と亀岡市篠町山本を結ぶ道のこと。

## 概要
山陰道の本道である老の坂の北側にある沓掛山・みずぎ山を経由する山道。古くから山城国と丹波国をつなぐ道として知られていたが、山陰道よりも距離が短い反面、最高標高400メートルの稜線沿いに進むことから難所とされて間道・軍道としての地位に留まった。
南北朝時代・戦国時代には京都攻略のためのルートとして用いられたことが知られ、『太平記』によれば千種顕経が観応の擾乱の際にこの道を通ったと記され、後に明智光秀が本能寺の変の際に織田信長を襲撃するために用いたとする伝承もあるが、事実ではない。